# Bertrand Pierre Castex
Pour les articles homonymes, voir Castex.
Bertrand Pierre, vicomte de Castex, né le 29 juin 1771 à Pavie (Gers) et mort le 19 avril 1842 à Strasbourg (Bas-Rhin), est un général français de la Révolution et de l’Empire.

## Biographie
Castex entre au service en qualité de maréchal-des-logis en 1792, à l'organisation d'une compagnie départementale créée à Auch et incorporée un an après dans le 24e régiment de chasseurs à cheval.
Il commence ses premières campagnes aux Pyrénées-Occidentales en 1793, et fait successivement, sous le Consulat et l'Empire, les campagnes d'Allemagne, de Prusse, de Russie et de France, y compris celle de 1815 en France, et celle de 1823 en Espagne.
M. Castex obtient tout son avancement dans le même régiment jusqu'au grade de major. Il est nommé colonel sur le champ de bataille d'Iéna en octobre 1806, après une charge brillante exécutée à la tête du 7e chasseurs et sous les yeux de l'Empereur. Il commande le 20e chasseurs de 1806 à 1809. À la bataille de Wagram il enlève un carré d'infanterie, et pour ce fait d'armes est promu général de brigade en 1809, puis baron de l'Empire avec une dotation.
Sa conduite dans la campagne de Russie, notamment au passage de la Bérésina, lui vaut le grade de général major des grenadiers à cheval de la Garde. Nommé général de division après la bataille de Dresde, il fait la campagne de 1814 à la tête d'une division de cavalerie de la Garde.
En 1815, il commande la division de cavalerie de l'armée de Lecourbe. En 1817, on lui confie la 6e division, et il est créé vicomte.
Sous la Restauration, il est nommé grand officier de la Légion d'honneur en août 1820, commandeur de l'ordre de Saint-Louis en mai 1821, puis grand-croix en 1827, et grand-croix de l'Ordre de Saint-Ferdinand d'Espagne en 1823. Après l'expédition d'Espagne (1823), il est chargé de plusieurs inspections et passe au commandement de la 1re division jusqu'en 1830.
Le général Castex siége à la Chambre des députés de 1824 à 1827, comme représentant du Bas-Rhin. À la suite des évènements de juillet 1830, il se retire à la campagne.
Il meurt à Strasbourg le 19 avril 1842. Son nom est inscrit sur l'arc de triomphe de l'Étoile, côté ouest.
Alfred Touchemolin réalise son portrait, détenu par le Musée historique de Strasbourg.
Marié à Adélaïde de Dartein, il est le père de Théodore de Castex, le beau-père de Paul-Romain Chaperon et le grand-père de Henri de Castex (en).

## Titres
- Baron Castex et de l'Empire (décret du 19 mars 1808, lettres patentes du 16 septembre 1808 (Palais de Saint-Cloud)),
  - avec une dotation (4 000 francs de rente annuelle) sur les biens réservés en Westphalie ;
- Vicomte héréditaire (ordonnance du roi et lettres patentes du 17 août 1822)

## Décorations

### Décorations françaises
- Grand officier de la Légion d'honneur (décret du 20 mai 1823)
  -  Commandant de la Légion d'honneur (décret du 11 juillet 1807)
  -  Officier de la Légion d'honneur (décret du 14 mai 1807)
  -  Légionnaire de la Légion d'honneur (décret du 4 germinal an XII)
- Grand-croix de Saint-Louis (ordonnance du 3 novembre 1827)
  -  Commandeur de Saint-Louis (ordonnance de mai 1821)
  -  Chevalier de Saint-Louis (ordonnance du 13 août 1814)

### Décorations étrangères
- Grand-croix de l'Ordre de Saint-Ferdinand d'Espagne (4 novembre 1823)

## Armoiries
| Figure | Blasonnement |
|        | Armes du baron Castex et de l'Empire (décret du 19 mars 1808, lettres patentes du 16 septembre 1808 (Palais de Saint-Cloud)) Parti de sable et de gueules, coupé d'azur ; le sable à trois molettes d'éperons d'or, le gueules au signe des barons militaires ; l'azur au cheval gai et galoppant d'argent., Livrées : bleu, rouge, jaune, blanc, et noir. |